# پاراتشوو
پاراتشوو (به چکی: Paračov) یک منطقهٔ مسکونی در جمهوری چک است که در ناحیه ستراکونیتسه واقع شده‌است. پاراتشوو ۴٫۵۸ کیلومتر مربع مساحت و ۱۰۱ نفر جمعیت دارد و ۴۸۲ متر بالاتر از سطح دریا واقع شده‌است.